# Улица Дзержинского (Киров)
Улица Дзержи́нского — улица в Октябрьском районе Кирова, имеет статус магистральной.

## Описание
Начинается от Октябрьского проспекта в микрорайоне завода ОЦМ и в направлении Нового моста, пролегая мимо храма иконы Божией Матери Всех скорбящих Радость и церкви Новомучеников и исповедников Российских с левой стороны и завода «Авитек» и Кировского машиностроительного предприятия — с правой, переходит в трассу в районе завода «Росплазма» в жилом районе Филейка. На улице расположено несколько объектов образования и торговых центров. В начале улицы преобладает жилая застройка средней этажности, после пересечения Луганской улицы — с левой стороны — частные дома, с правой — промзона.

## История
17 августа 1938 года указом Кировского горисполкома № 24/7 в микрорайоне Филейка был организован квартал 155. 1 апреля указом Кировского горисполкома № 152 квартал 155 получил наименование улицы Дзержинского, в честь коммунистического деятеля Феликса Дзержинского. После строительства Нового моста в середине 90-х улица становится магистральной.

## Пересекает улицы
- Октябрьский проспект
- ул. Металлургов
- ул. Чернышевского
- ул. Шорина
- ул. Орджоникидзе
- ул. Крупской
- Ленинградская ул.
- Луганская ул.
- Урожайная ул.
- Молодёжная ул.
- ул. Пушкари
- Зимняя ул.
- Летняя ул.
- Осенняя ул.
- Северная Орловская ул.
- ул. Федосеева
- Епишинский пер.
- Дорога в направлении к посёлку Ганино
- Западный обход Кирова

## Транспорт
По улице протягиваются маршруты городских автобусов № 2, 19, 20, 22, 33, 44, 46, 51, 53, пригородных — 107, 113, 130, 131, 138, 147, 158.